# Louis Le Brun
Louis Le Brun (Francia, 28 de febrero de 2002) es un jugador profesional francés de rugby que se desempeña en la posición de centro interior en Castres Olympique, equipo perteneciente a la liga Top 14.

## Carrera
Le Brun es un jugador de formación francesa (JIFF). Comenzó su carrera deportiva con el equipo RC Hyères Carqueiranne La Crau, en el cual jugó ocho temporadas (2007-2015), después pasó a Rugby Club Toulonnais (2015-2020), luego a Castres Olympique, donde lleva jugando cuatro temporadas.